# 1880년대
1880년대는 1880년부터 1889년까지를 가리킨다.

## 사건
- 1882년 - 조선, 임오군란이 일어남.
- 1884년 - 조선, 갑신정변이 일어남.
  - 청불전쟁 발발
- 1888년 - 영국, 잭 더 리퍼 연쇄 살인사건 발생.